# Ojos de Agua
Ojos de Agua é um município do departamento de Chalatenango, em El Salvador. Sua população estimada em 2007 era de 3 667 habitantes.